# Sabyinyo
Sabyinyo är en vulkan belägen där Kongo-Kinshasa, Uganda och Rwanda möts. Toppen på Sabyinyo är 3 605 meter över havet.